# Karel Schwarzenberg
Karel Schwarzenberg (nome completo Karl Johannes Nepomuk Josef Norbert Friedric Antonius Wratislaw Mena,  Prinz
 zu Schwarzenberg; Praga, 10 dicembre 1937 – Vienna, 12 novembre 2023) è stato un politico, nobile e imprenditore ceco, con cittadinanza svizzera.
Fu ministro degli esteri della Repubblica Ceca.
Ricoprì lo stesso incarico una prima volta dal 9 gennaio 2007 all'8 maggio 2009 e, dal gennaio al maggio 2009, fu presidente di turno del Consiglio dell'Unione europea.

## Biografia
Nacque nel 1937, secondo di quattro figli, nella famiglia principesca degli Schwarzenberg, una dinastia cattolica. Era figlio del principe Carlo VI di Schwarzenberg (1911–1986) e della principessa Antonie zu Fürstenberg (1905–1988).
Nel 1948 dovette lasciare la Cecoslovacchia al seguito dei genitori, che vi possedevano nel 1947 undici castelli e 30.000 ettari di terreni.
Nel 1960 Schwarzenberg fu adottato da Enrico, fratello minore di Giuseppe III, divenendo in seguito Capo delle due Case di Schwarzenberg.
Nel 1967 sposò (div. 1988, risposati 2008) la contessa Therese von Hardegg auf Glatz und im Machlande (Vienna 17 febbraio 1940) ed ebbe tre figli:
- Johannes (1967), sposato con l'artista e nobile ungherese Diana Orgoványi-Hanstein (1972)
- Anna (1968), sposata con lo sceneggiatore Peter Morgan (1963)
- Karl Philipp (1979), adottato dall'industriale e politico austriaco Thomas Prinzhorn[2]; ha sposato la contessa Anna von und zu Eltz genannt Faust von Stromberg (1982).

Schwarzenberg era un albergatore e selvicoltore e risiedette a suo piacimento in Svizzera, nell'avito castello di Scheinfeld in Media Franconia, nel castello di Orlík nad Vltavou in Boemia, nel castello Obermurau in Stiria, a Praga o nel Palazzo Schwarzenberg a Vienna. Egli si definiva un Mitteleuropeo con passaporto svizzero.
Si occupò anche di editoria e fu fino al 2007 il principale azionista del settimanale ceco Respekt, del quale continuò a possedere una quota di minoranza.
Secondo la rivista economica "Bilanz", Schwarzenberg disponeva di un patrimonio di circa 200 milioni di franchi svizzeri.
In qualità di capo della Casa principesca di Schwarzenberg, era noto come Seine Durchlaucht Fürst zu Schwarzenberg, Graf zu Sulz, gefürsteter Landgraf im Kleggau und Herzog zu Krummau (Sua Altezza Serenissima Principe di Schwarzenberg, conte di Sulz, langravio principesco in Kleggau e duca di Krummau). 

### Politica
Negli anni sessanta, Schwarzenberg fu attivo nella politica austriaca dove lavorò insieme a Hermann Withalm e a Josef Klaus alla riforma del Partito Popolare Austriaco, che alle elezioni nazionali del 1966 ottenne la maggioranza assoluta.
Schwarzenberg appoggiò la resistenza cecoslovacca contro il regime comunista. Dopo la repressione della Primavera di Praga, si schierò con gli esponenti dell'opposizione e si impegnò per la protezione internazionale dei diritti umani. In particolare, dal 1984 al 1991, fu presidente della Federazione internazionale di Helsinki per i diritti umani. Nel 1986 fondò a Scheinfeld il centro di documentazione per sostenere la letteratura cecoslovacca indipendente denominato "Dokumentationszentrum zur Förderung der unabhängigen tschechoslowakischen Literatur". Nel 1989 ricevette insieme a Lech Wałęsa il premio per i diritti umani del Consiglio d'Europa.
Dopo la "rivoluzione di velluto" rientrò a Praga, divenendo consigliere del presidente Václav Havel dal 1990 al 1992.
Nel novembre del 2004 venne eletto al Senato Ceco tra le file dell'Unione della Libertà-Unione democratica (US-DEU).
Nell'ambito del suo impegno per la protezione dei diritti umani, fece scalpore nel 2005 la sua espulsione da Cuba dove voleva incontrare dissidenti.
Il 9 gennaio 2007 fu nominato ministro degli Esteri nel secondo governo Topolánek, dopo aver vinto l'opposizione del presidente Václav Klaus, che aveva messo in dubbio la sua lealtà alla Repubblica Ceca per gli stretti legami con l'Austria.
L'8 maggio 2009, a seguito della mancata fiducia in parlamento, il Governo Topolánek si dimise. Al principe di Schwarzenberg succedette come ministro degli esteri e presidente del Consiglio europeo Jan Kohout.

## Ascendenza
|                                                 |                                                 |                                                                              | Genitori                                                    |  |  | Nonni |  |  | Bisnonni                               |  |  | Trisnonni                                |  |
|                                                 |                                                 |                                                                              |                                                             |  |  |       |  |  | 8. Karl IV, principe von Schwarzenberg |  |  | 16. Karl III, principe von Schwarzenberg |  |
|                                                 |                                                 |                                                                              |                                                             |  |  |       |  |  | 8. Karl IV, principe von Schwarzenberg |  |  | 16. Karl III, principe von Schwarzenberg |  |
|                                                 |                                                 | 17. Principessa Wilhelmine von Oettingen-Oettingen und Oettingen-Wallerstein |                                                             |  |  |       |  |  | 8. Karl IV, principe von Schwarzenberg |  |  |                                          |  |
| 4. Karl V, principe von Schwarzenberg           |                                                 |                                                                              |                                                             |  |  |       |  |  | 8. Karl IV, principe von Schwarzenberg |  |  |                                          |  |
|                                                 |                                                 | 9. Contessa Maria Theresa Kinsky von Wchinitz und Tettau                     | 18. Conte Friederick Karl Kinsky von Wchinitz und Tettau    |  |  |       |  |  |                                        |  |  |                                          |  |
|                                                 |                                                 | 9. Contessa Maria Theresa Kinsky von Wchinitz und Tettau                     | 18. Conte Friederick Karl Kinsky von Wchinitz und Tettau    |  |  |       |  |  |                                        |  |  |                                          |  |
|                                                 |                                                 | 9. Contessa Maria Theresa Kinsky von Wchinitz und Tettau                     | 19. Contessa Sophie von Mensdorff-Pouilly                   |  |  |       |  |  |                                        |  |  |                                          |  |
| 2. Karl VI, principe von Schwarzenberg          |                                                 | 9. Contessa Maria Theresa Kinsky von Wchinitz und Tettau                     |                                                             |  |  |       |  |  |                                        |  |  |                                          |  |
|                                                 |                                                 | 10. Conte Franz von Clam und Gallas                                          | 20. Conte Eduard von Clam und Gallas                        |  |  |       |  |  |                                        |  |  |                                          |  |
|                                                 |                                                 | 10. Conte Franz von Clam und Gallas                                          | 20. Conte Eduard von Clam und Gallas                        |  |  |       |  |  |                                        |  |  |                                          |  |
|                                                 |                                                 | 10. Conte Franz von Clam und Gallas                                          | 21. Contessa Clothilde von Dietrichstein-Proskau und Leslie |  |  |       |  |  |                                        |  |  |                                          |  |
| 5. Contessa Eleanor von Clam und Gallas         |                                                 | 10. Conte Franz von Clam und Gallas                                          |                                                             |  |  |       |  |  |                                        |  |  |                                          |  |
|                                                 |                                                 | 11. Contessa Maria von Hoyos-Sprinzenstein                                   | 22. Conte Ernest Karl von Hoyos-Sprinzenstein               |  |  |       |  |  |                                        |  |  |                                          |  |
|                                                 |                                                 | 11. Contessa Maria von Hoyos-Sprinzenstein                                   | 22. Conte Ernest Karl von Hoyos-Sprinzenstein               |  |  |       |  |  |                                        |  |  |                                          |  |
|                                                 |                                                 | 11. Contessa Maria von Hoyos-Sprinzenstein                                   | 23. Contessa Eleanor Paar                                   |  |  |       |  |  |                                        |  |  |                                          |  |
| 1. Karel Johannes, principe von Schwarzenberg   |                                                 | 11. Contessa Maria von Hoyos-Sprinzenstein                                   |                                                             |  |  |       |  |  |                                        |  |  |                                          |  |
|                                                 | 12. Maximilian Egon I, principe von Fürstenberg | 24. Karl Egon II, principe von Fürstenberg                                   |                                                             |  |  |       |  |  |                                        |  |  |                                          |  |
|                                                 | 12. Maximilian Egon I, principe von Fürstenberg | 24. Karl Egon II, principe von Fürstenberg                                   |                                                             |  |  |       |  |  |                                        |  |  |                                          |  |
|                                                 | 12. Maximilian Egon I, principe von Fürstenberg | 25. Principessa Amalie Christine von Baden                                   |                                                             |  |  |       |  |  |                                        |  |  |                                          |  |
| 6. Principe Karl Emil von Fürstenberg           | 12. Maximilian Egon I, principe von Fürstenberg |                                                                              |                                                             |  |  |       |  |  |                                        |  |  |                                          |  |
|                                                 |                                                 | 13. Contessa Leontina Antonie von Khevenhüller-Metsch                        | 26. Richard, V principe von Khevenhüller-Metsch             |  |  |       |  |  |                                        |  |  |                                          |  |
|                                                 |                                                 | 13. Contessa Leontina Antonie von Khevenhüller-Metsch                        | 26. Richard, V principe von Khevenhüller-Metsch             |  |  |       |  |  |                                        |  |  |                                          |  |
|                                                 |                                                 | 13. Contessa Leontina Antonie von Khevenhüller-Metsch                        | 27. Contessa Antonia Lichnowsky                             |  |  |       |  |  |                                        |  |  |                                          |  |
| 3. Principessa Antonie Leontina von Fürstenberg |                                                 | 13. Contessa Leontina Antonie von Khevenhüller-Metsch                        |                                                             |  |  |       |  |  |                                        |  |  |                                          |  |
|                                                 |                                                 | 14. Tasziló, I principe Festetics de Tolna                                   | 28. Conte György Festetics de Tolna                         |  |  |       |  |  |                                        |  |  |                                          |  |
|                                                 |                                                 | 14. Tasziló, I principe Festetics de Tolna                                   | 28. Conte György Festetics de Tolna                         |  |  |       |  |  |                                        |  |  |                                          |  |
|                                                 |                                                 | 14. Tasziló, I principe Festetics de Tolna                                   | 29. Contessa Eugénia Erdődy de Monyorókerék et Monoszló     |  |  |       |  |  |                                        |  |  |                                          |  |
| 7. Contessa Maria Matilda Festetics de Tolna    |                                                 | 14. Tasziló, I principe Festetics de Tolna                                   |                                                             |  |  |       |  |  |                                        |  |  |                                          |  |
|                                                 |                                                 | 15. Lady Mary Victoria Douglas-Hamilton                                      | 30. William Hamilton, XI duca di Hamilton                   |  |  |       |  |  |                                        |  |  |                                          |  |
|                                                 |                                                 | 15. Lady Mary Victoria Douglas-Hamilton                                      | 30. William Hamilton, XI duca di Hamilton                   |  |  |       |  |  |                                        |  |  |                                          |  |
|                                                 |                                                 | 15. Lady Mary Victoria Douglas-Hamilton                                      | 31. Principessa Marie Amalie von Baden                      |  |  |       |  |  |                                        |  |  |                                          |  |
|                                                 |                                                 | 15. Lady Mary Victoria Douglas-Hamilton                                      |                                                             |  |  |       |  |  |                                        |  |  |                                          |  |

## Onorificenze

### Onorificenze straniere
- Premio Diritti Umani del Consiglio d'Europa (1989), con Lech Wałęsa